# Iglesia de San Cristóbal de Puimanyons
San Cristóbal de Puimanyons, respetando la pronunciación pallaresa de Sant Cristófol de Puigmanyons, era una iglesia románica del pueblo de Puimanyons, perteneciente al municipio de La Puebla de Segur, en la comarca del Pallars Jussá de la provincia de Lérida. Está situada en el centro de este pueblo, al lado del caserón del Castillo, que contiene los restos del Castillo de Puimanyons.
Pertenecía a la parroquia de Santa María de Toralla, y actualmente consta como agrupada a la de la Virgen de la Ribera de La Puebla de Segur, aunque su estado hace que no esté abierta al culto. No se tienen noticias de esta iglesia anteriores al siglo XVIII.

## Descripción
Es un templo pequeño, de una sola nave que había sido cubierta con bóveda de cañón, con el ábside a levante. Actualmente, bóveda y cubierta están derruidas. La fachada de poniente está coronada por un campanario de espadaña de dos ojos, sencillo.
El ábside queda encima de un desnivel, por lo que queda mucho más destacado en altura que el resto de la iglesia. Tiene una ventana de un solo derrame, y está ornamentado con lesenas, sobre las que podría haber tenido unas arcadas lombardas. Este ábside fue sobrealzado, en alguna época imposible de precisar, y es posible que desaparecieran. Los sillares irregulares bien alineados en filas uniformes hacen ver que es una obra del siglo XI.